# Parteme (Lugo)
Parteme es una aldea española situada en la parroquia de Nocedo, del municipio de Quiroga, en la provincia de Lugo, Galicia.

## Situación
Está situada a 12 km de Quiroga. Se llega por la N-120 dirección Monforte de Lemos, desvío en Nocedo a la LU-933 y posteriormente nuevo desvío a la LU-5005 en el Alto de Aldriz.
Se encuentra a 82 km de la capital de provincia, Lugo.

## Geografía
Parteme tiene una altitud de 751,4 m sobre el nivel del mar y su terreno tiene una inclinación del 20,89 %.
La superficie urbanizada de Parteme es de aproximadamente unas 6 ha (60 000 m²) de las cuales 1,25 ha (12 500 m²) la ocupan casas y demás construcciones.

### Límites
La aldea limita al norte con las parroquias de  Vilar de Lor y Hermida, al sur con Ribas de Sil, al oeste con la parroquia de Quintá de Lor y al este con Quiroga y Hermida.

### Clima
La temperatura media anual de Parteme es de 11,50 °C, la cual es 1,47 °C más baja que la temperatura media anual de España que es de 12,97 °C. En los meses más cálidos la temperatura media es de 26,40 °C y en los meses más fríos la temperatura media es de 0,80 °C. La precipitación media anual en Parteme es de 1302 mm, la cual es 657,7 mm más alta que la precipitación media anual de España 644,3 mm.

### Demografía
| Gráfica de evolución demográfica de Parteme entre 2000 y 2021 |
|                                                               |
| Datos según el nomenclátor publicado por el INE.              |

## Historia

### Arquitectura religiosa
No se sabe exactamente la verdadera antigüedad de la aldea, aunque se puede datar aproximadamente en el siglo XVI, y son pocos los datos existentes sobre la historia de Parteme. Algunos de ellos los podemos extraer del campanario de la antigua capilla que había en el centro del pueblo y que debido al deterioro fue derruida hace aproximadamente 25 años. Este campanario fue conservado como recuerdo de la ubicación de la antigua capilla y aún hoy en día continua ocupando un lugar importante en lo que ahora se conoce como Plaza da Capilla.
El campanario conserva una inscripción: 10 DE 1.798/PR.MAN. DE O. P.ARMESTO y también un tallado de una flor de 5 pétalos.
La pieza arquitectónica a decir verdad tampoco pertenecía en su origen a esta capilla si no a la de otra situada en la aldea de Navín, otra aldea de la parroquia de Nocedo. Esta capilla había quedado arruinada y los vecinos de Parteme compraron sus piedras con el fin de aprovecharlas. El campanario también fue comprado y finalmente se ubicó en la antigua capilla.
Esta vieja iglesia, obra seguramente del siglo XVI o tal vez algo anterior, era de planta rectangular con muros de capillapedra, techumbre de madera a dos vertientes, tejado de pizarra y ventana con enrejado de madera en la cabecera. Tenía retablo popular de un solo hueco, con balaustrada, frontón recto, pirámides apuntadas y pintura de veteados y símbolos, del siglo XVIII.
Posteriormente, en 1968, se construyó una ermita en la que aún se conserva la imaginería de la antigua capilla entre las que se incluyen una escultura de la Inmaculada, conocida entre los vecinos como Santa Tereixa, del siglo XVIII. Esculturas del titular San Cipriano, del siglo XVII y Santa María con el Niño en regazo, de la misma época.
La parroquia de San Lourenzo de Nocedo, a la que pertenece Parteme, fue del obispado de Astorga hasta el año 1954, siendo la presentación del beneficio eclesiástico de patronato mixto: de la familia de los Valdonado, de los Tejedo y del encomendador de Quiroga. En varios foros del monasterio de Samos (1289 y 1348) esta feligresía figura con la denominación de "San Lourenço de Nonavin". El templo parroquial conserva un retablo renacentista.

### Restos arqueológicos
En el límite con la parroquia vecina de  Vilar de Lor se encuentran As Medorras que se pueden considerar el único resto arqueológico que tiene la aldea. As Medorras son túmulos megalíticos que son construcciones megalíticas consistentes en grandes montículos de piedras y tierra, de forma circular u ovalada, construidos sobre una sepultura, individual o colectiva.

### Actualidad
Hace unos pocos años se creó con la ayuda de los vecinos un museo etnográfico al aire libre, uno de los más curiosos de la Provincia de Lugo. En esta aldea hace unos 25 años vivían principalmente agricultores y ganaderos.

## Festividades
- Las fiestas patronales se celebran el tercer fin de semana de agosto en honor a San Ciprián (Cipriano de Cartago) , aunque el día propio es el 16 de septiembre. Se hizo esta variación para facilitar la celebración a la gente que por distintos motivos le era imposible estar en las fechas de septiembre.
- Actualmente existen varias composiciones musicales de folklore tradicional gallego (muiñeiras, pasacorredoiras, etc) dedicadas a Parteme. Esto se debe a que el autor de las mismas es un vecino de la aldea. Alguna de ellas, como es el Pasacorredoiras de Parteme, fue incluido en un disco de Oscar Ibáñez, el cual, pidió los pertinentes permisos al autor para poder incluirlo en su repertorio.